# Convict Concerto
Concerto na Marra, com o título original de Convict Concerto é o 59º curta-metragem do Pica-Pau e o último de 1954.

## História
O Pica-Pau trabalha como afinador de pianos em uma loja de instrumentos musicais. Em seguida, um policial sai de um banco assaltado em perseguição a Careta, um assaltante que chega à loja e, para fugir da polícia, esconde-se no piano que o Pica-Pau usava para afinar. O bandido ameaça matar o pássaro se ele contasse para alguém onde Careta estava.
O policial, então, pede ao Pica-Pau dizer onde Careta havia se escondido, mas o pássaro arranja desculpas para enganá-lo. Quando Pica-Pau tenta fugir, os Bandidos Gêmeos o impedem e dizem ao policial que iriam buscar o piano. Eles levam o instrumento fogem em um caminhão. O policial persegue os dois, mas Careta atira 3 vezes na viatura, que no terceiro tiro fica reduzida a um monociclo. Quando o caminhão faz uma curva, o piano decola em direção a um vagão de trem, que se separa e joga o instrumento para outro vagão, que despenca em seguida. Pica-Pau, Careta e o policial caem, juntamente com o piano, diretamente a uma penitenciária. O policial captura o bandido e o Pica-Pau dá sua risada no final.

## Música
Pica-Pau toca uma versão de Rapsódia Húngara No. 2, de Franz Liszt, enquanto é ameaçado por Careta.

## Personagens
- Pica-Pau
- Careta (Mugsy): Assaltante de bancos que não deixa o Pica-Pau trabalhar direito na loja de instrumentos musicais.

- Bandidos Gêmeos: Dupla que trabalha como comparsas de Careta, roubam o piano que Pica-Pau usava na afinação.

- Policial: Tenta perseguir Careta e os Bandidos Gêmeos (até o momento em que o caminhão faz a curva, deixando o piano escapar), capturando o assaltante já no final do episódio.

## Dados pessoais
| Diretor       | Animação                                                            | Música                            | História    | Configurações | Vozes                                                       | Produção     |
| ------------- | ------------------------------------------------------------------- | --------------------------------- | ----------- | ------------- | ----------------------------------------------------------- | ------------ |
| Don Patterson | Ray Abrams, Herman Cohen, Don Patterson, Raymond Jacobs e Art Landy | Clarence Wheeler e Raymond Turner | Hugh Harman |               | Daws Butler (Careta e Policial) e Grace Stafford (Pica-Pau) | Walter Lantz |

- Cooke, Jon, Komorowski, Thad, Shakarian, Pietro, e Tatay, Jack. "1954". The Walter Lantz Cartune Encyclopedia.

## Links
- Convict Concerto. no IMDb. | - v - d - e Pica-Pau | - v - d - e Pica-Pau                                                                            |
| -------------------- | ----------------------------------------------------------------------------------------------- |
| Criadores            | Walter Lantz • Ben Hardaway                                                                     |
| Personagens          | \| Principais \| Pica-Pau \| \| Secundários \| Picolino • Andy Panda \|                         |
| Séries de televisão  | Pica Pau e seus Amigos (1957-1960) • O Novo Pica-Pau (1999-2003) • Pica-Pau (2018 - atualmente) |
| Videogame            | Férias Frustradas do Pica-Pau (1996)                                                            |
| Filmes               | Pica-Pau (2017) • Woody Woodpecker Goes to Camp (2024)                                          |
| Relacionados         | Lista de episódios • Walter Lantz Productions                                                   |
| Principais           | Pica-Pau                                                                                        |
| Secundários          | Picolino • Andy Panda                                                                           |